# Lou Krugman
Lou Krugman (Passaic, 19 luglio 1914 – Burbank, 8 agosto 1992) è stato un attore statunitense.
Ha recitato in 18 film dal 1948 al 1968 ed è apparso in oltre cento produzioni televisive dal 1953 al 1979.

## Biografia
Lou Krugman nacque a Passaic, nel New Jersey, il 19 luglio 1914. Attore caratterista, nel corso della sua carriera partecipò a numerosi episodi di serie televisive come guest star o personaggio secondario e a diversi lungometraggi per il cinema, tra cui Sabaka - Il demone del fuoco (1954), nel quale interpretò il maharajah di Bakore, uno dei protagonisti) e Sui marciapiedi (1950). Lavorò anche in radio e collezionò centinaia di partecipazioni a spot televisivi come voce fuori campo.
La sua ultima apparizione sul piccolo schermo avvenne nell'episodio The House on Willis Avenue della serie televisiva Agenzia Rockford, andato in onda il 24 febbraio 1978, che lo vide nel ruolo di Sam Detonis, mentre per il grande schermo l'ultima interpretazione risale al film Inchiesta pericolosa (1968) in cui interpretò il breve ruolo di un reporter.
Morì a Burbank, in California, l'8 agosto 1992 e fu seppellito al Mount Sinai Memorial Park Cemetery di Los Angeles.

## Filmografia

### Cinema
- Oppio (To the Ends of the Earth), regia di Robert Stevenson (1948)
- Sui marciapiedi (Where the Sidewalk Ends), regia di Otto Preminger (1950)
- Kim, regia di Victor Saville (1950)
- Nostra Signora di Fatima (The Miracle of Our Lady of Fatima), regia di John Brahm (1952)
- Il muro di vetro (The Glass Wall), regia di Maxwell Shane (1953)
- Sabaka - Il demone del fuoco (Sabaka), regia di Frank Ferrin (1954)
- Flash! cronaca nera (Headline Hunters), regia di William Witney (1955)
- L'inferno è a Dien Bien Fu (Jump Into Hell), regia di David Butler (1955)
- Le piogge di Ranchipur (The Rains of Ranchipur), regia di Jean Negulesco (1955)
- L'uomo che sapeva troppo (The Man Who Knew Too Much), regia di Alfred Hitchcock (1956)
- Giungla di spie (Hong Kong Confidential), regia di Edward L. Cahn (1958)
- Non voglio morire (I Want to Live!), regia di Robert Wise (1958)
- Guerra di gangster (The Purple Gang), regia di Frank McDonald (1959)
- Irma la dolce (Irma la Douce), regia di Billy Wilder (1963)
- Island of Love, regia di Morton DaCosta (1963)
- Il nostro agente Flint (Our Man Flint), regia di Daniel Mann (1966)
- Inchiesta pericolosa (The Detective), regia di Gordon Douglas (1968)

### Televisione
- Adventures of Superman – serie TV, 2 episodi (1953)
- Squadra mobile (Racket Squad) – serie TV, un episodio (1953)
- Gianni e Pinotto (The Abbott and Costello Show) – serie TV, episodio 2x16 (1954)
- The Adventures of Falcon – serie TV, 2 episodi (1954-1955)
- Mickey Rooney Show (The Mickey Rooney Show) – serie TV, episodi 1x06-1x31 (1954-1955)
- The Colgate Comedy Hour – serie TV, un episodio (1954)
- Inner Sanctum – serie TV, un episodio (1954)
- The Lone Wolf – serie TV, 1 episodio (1954)
- Lucy ed io (I Love Lucy) – serie TV, 4 episodi (1955-1956)
- The Finest Gift – film TV (1955)
- Aimee De Rivery – film TV (1955)
- The Star and the Story – serie TV, episodio 1x18 (1955)
- Treasury Men in Action – serie TV, un episodio (1955)
- You Are There – serie TV, un episodio (1955)
- Allen in Movieland – film TV (1955)
- Schlitz Playhouse of Stars – serie TV, un episodio (1955)
- Il cavaliere solitario (The Lone Ranger) – serie TV, 2 episodi (1955)
- Crusader – serie TV, episodio 1x08 (1955)
- Andy's Gang – serie TV (1955) (voce)
- General Electric Theater – serie TV, episodio 4x15 (1956)
- December Bride – serie TV, un episodio (1956)
- Four Star Playhouse – serie TV, un episodio (1956)
- Lux Video Theatre – serie TV, un episodio (1956)
- Le leggendarie imprese di Wyatt Earp (The Life and Legend of Wyatt Earp) – serie TV, 2 episodi (1957-1959)
- Maverick – serie TV, 3 episodi (1957-1961)
- I racconti del West (Zane Grey Theater) – serie TV, un episodio (1957)
- The Gale Storm Show: Oh, Susanna! – serie TV, un episodio (1957)
- 77º Lancieri del Bengala (Tales of the 77th Bengal Lancers) – serie TV, episodi 1x21-1x25 (1957)
- Meet McGraw – serie TV, un episodio (1957)
- Gunsmoke – serie TV, 4 episodi (1958-1963)
- The Restless Gun – serie TV, episodio 1x22 (1958)
- Mike Hammer – serie TV, un episodio (1958)
- Le avventure di Rin Tin Tin (The Adventures of Rin Tin Tin) – serie TV, un episodio (1958)
- Indirizzo permanente (77 Sunset Strip) – serie TV, episodio 1x03 (1958)
- Goodyear Theatre – serie TV, episodio 2x06 (1958)
- Mr. Lucky – serie TV, 2 episodi (1959-1960)
- Gli intoccabili (The Untouchables) – serie TV, 4 episodi (1959-1963)
- Rescue 8 – serie TV, episodio 1x26 (1959)
- The Lawless Years – serie TV, un episodio (1959)
- Il tenente Ballinger (M Squad) – serie TV, un episodio (1959)
- L'uomo ombra (The Thin Man) – serie TV, episodio 2x35 (1959)
- Tightrope – serie TV, un episodio (1959)
- This Man Dawson – serie TV, episodio 1x01 (1959)
- Five Fingers – serie TV, un episodio (1959)
- Hawaiian Eye – serie TV, episodio 1x06 (1959)
- Have Gun - Will Travel – serie TV, episodio 3x12 (1959)
- Le grandi fiabe (Shirley Temple's Storybook) – serie TV, 3 episodi (1960-1961)
- Peter Gunn – serie TV, episodio 2x19 (1960)
- Ricercato vivo o morto (Wanted: Dead or Alive) – serie TV, episodio 2x25 (1960)
- The Man from Blackhawk – serie TV, un episodio (1960)
- Not for Hire – serie TV, episodio 1x30 (1960)
- Bourbon Street Beat – serie TV, episodio 1x38 (1960)
- Hazel – serie TV, 3 episodi (1961-1964)
- Bonanza - serie TV, episodio 2x16 (1961)
- Two Faces West – serie TV, un episodio (1961)
- Angel – serie TV, un episodio (1961)
- The Asphalt Jungle – serie TV, un episodio (1961)
- Lotta senza quartiere (Cain's Hundred) – serie TV, 2 episodi (1961)
- Whispering Smith – serie TV, episodio 1x25 (1961)
- The Dick Powell Show – serie TV, 2 episodi (1962)
- Ben Casey – serie TV, episodio 1x21 (1962)
- Alcoa Premiere – serie TV, un episodio (1962)
- The Lucy Show – serie TV, 3 episodi (1963-1965)
- Ensign O'Toole – serie TV, episodio 1x19 (1963)
- Undicesima ora (The Eleventh Hour) – serie TV, un episodio (1963)
- The Crisis (Kraft Suspense Theatre) – serie TV, un episodio (1963)
- La legge di Burke (Burke's Law) – serie TV, 2 episodi (1964-1965)
- Perry Mason – serie TV, un episodio (1964)
- Honey West – serie TV, 2 episodi (1965-1966)
- Gli inafferrabili (The Rogues) – serie TV, episodio 1x30 (1965)
- The Dick Van Dyke Show – serie TV, un episodio (1965)
- Cavaliere solitario (The Loner) – serie TV, un episodio (1965)
- Mister Ed, il mulo parlante (Mister Ed) – serie TV, un episodio (1965)
- Le spie (I Spy) – serie TV, 2 episodi (1966-1967)
- Io e i miei tre figli (My Three Sons) – serie TV, 2 episodi (1966-1967)
- Gli eroi di Hogan (Hogan's Heroes) – serie TV, 2 episodi (1966-1968)
- Tre nipoti e un maggiordomo (Family Affair) – serie TV, 4 episodi (1966-1970)
- I forti di Forte Coraggio (F Troop) – serie TV, un episodio (1966)
- Selvaggio west (The Wild Wild West) – serie TV, 2 episodi (1967-1968)
- Pistols 'n' Petticoats – serie TV, un episodio (1967)
- The Mothers-In-Law – serie TV, un episodio (1967)
- La fattoria dei giorni felici (Green Acres) – serie TV, un episodio (1968)
- The Outsider – serie TV, episodio 1x04 (1968)
- Mod Squad, i ragazzi di Greer (The Mod Squad) – serie TV, 2 episodi (1969-1972)
- Three for Tahiti – film TV (1970)
- Love, American Style – serie TV, un episodio (1970)
- Ironside – serie TV, un episodio (1970)
- The Most Deadly Game – serie TV, un episodio (1970)
- Vita da strega (Bewitched) – serie TV, un episodio (1971)
- The Doris Day Show – serie TV, un episodio (1971)
- McMillan e signora (McMillan & Wife) – serie TV, un episodio (1972)
- Squadra emergenza (Emergency!) – serie TV, un episodio (1972)
- Jigsaw – film TV (1972)
- Le strade di San Francisco (The Streets of San Francisco) – serie TV, 3 episodi (1973-1976)
- Bridget Loves Bernie – serie TV, un episodio (1973)
- Marcus Welby (Marcus Welby, M.D.) – serie TV, un episodio (1973)
- Sulle strade della California (Police Story) – serie TV, un episodio (1974)
- A tutte le auto della polizia (The Rookies) – serie TV, un episodio (1974)
- S.W.A.T. - Squadra Speciale Anticrimine (S.W.A.T.) – serie TV, un episodio (1975)
- Agenzia Rockford (The Rockford Files) – serie TV, un episodio (1978)
- Donna Ragno (Spider-Woman) – serie TV, un episodio, solo voce (1979)
- The Last Ride of the Dalton Gang – film TV (1979)